# جائحة فيروس كورونا في ولاية بهار 2020
أبلغ عن الحالة الأولى لجائحة كوفيد 19، بولاية بهار الهندية، يوم 22 مارس 2020 في مدينة مونجر. كانت الحالة الأولى لفيروس كورونا المستجد تبلغ من العمر 38 عامًا، وكانت حالة الوفاة الأولى أيضًا. وسبق لهذه الحالة أن سافرت إلى دولة قطر. أكدت وزارة الصحة وشؤون الأسرة الهندية على وجود 6581 حالةً مؤكدةً بالولاية حتى يوم 15 يونيو 2020، بما يشمل 38 حالة وفاة و4226 حالة تعافي. انتشر الفيروس في 38 مقاطعةً بالولاية، وكان أعلى عدد للحالات بمقاطعة باتنا.
خضعت الولاية للإغلاق منذ يوم 25 مارس. استجابت حكومة الولاية للتفشي من خلال اتباع وسائل تتبع المخالطين ونموذج المراقبة المنزلية. واجهت حكومة بهار العديد من الانتقادات المتعلقة بالعمال المهاجرين والطلاب الذين يدرسون في مدينة كوتا.
شهدت الولاية ارتفاعًا في عدد حالات كوفيد 19 بسبب عودة العمال المهاجرين المنتشرين بالمناطق الأخرى من الدولة الهندية إلى بهار. أُكدت إصابة العديد منهم بفيروس كورونا المستجد عندما كانوا في العزل بمراكز الحجر الصحي التابعة للولاية.
كان معدل الوفيات بسبب مرض كوفيد 19 في ولاية بهار هو الأقل في الدولة الهندية مقارنةً بالولايات الأخرى التي تضم أعدادًا مشابهةً من الحالات. وكان متوسط معدل التعافي في ولاية بهار 60%، وهو أيضًا أفضل من متوسط معدل التعافي الوطني بالبلاد.

## خلفية
في 12 يناير 2020، أكدت منظمة الصحة العالمية عن ظهور فيروس كورونا المستجد كسبب للمرض التنفسي الذي أصاب مجموعة من الأشخاص في مدينة ووهان، مقاطعة خوبي، الصين، إذ أُبلغ عنهم إلى منظمة الصحة العالمية في 31 ديسمبر 2019. كانت نسبة الوفيات بين الحالات المُشخصة بكوفيد-19 أقل بكثير من جائحة فيروس سارس في عام 2003، لكن انتقال العدوى كان أكبر، والوفيات أيضًا.

## الخط الزمني
أبلغت ولاية بهار، في البداية، عن أعداد حالات أقل من الولايات الأخرى؛ بسبب انخفاض السفر الدولي إلى الولاية، ولكن شهدت الولاية ارتفاعًا في عدد الحالات بعد رفع حظر السفر، وبسبب عودة العمال المهاجرين والطلبة إلى بهار.
- أبلغت بهار عن الحالة الأولى يوم 22 مارس 2020.
- أبلغت بهار عن الحالة رقم مئة يوم 20 أبريل 2020. واستغرقت الولاية تقريبًا شهرًا واحدًا لتصل إلى هذا العدد.
- أبلغت بهار عن الحالة رقم 1000 يوم 14 مايو 2020.
- أبلغت بهار عن الحالة رقم 5000 يوم 8 يونيو 2020.

### أبريل
- بُلغ عن أكبر عدد للحالات يوم 27 أبريل. بَلَغ العدد الكلي للحالات المُعلن عنها وقتها 69 حالةً.
- وحتى يوم 27 أبريل، بلغ عدد الأشخاص الذين فُحصوا بالمنزل بواسطة العاملين بالمجال الصحي 7459917 شخصًا.
- وفي يوم 28 أبريل، بٌلغ عن 19 حالةً جديدةً مع تعافي سبع حالات.
- وفي يوم 28 أبريل، انتشر الفيروس إلى 27 مقاطعةً بما يشمل مقاطعتين جديدتين.
- بلغ عدد اختبارات كوفيد 19، التي أُجريت حتى يوم 28 أبريل، 19790 اختبارًا.
- حتى يوم 28 أبريل، بلغ عدد المختبرات الحكومية، التي تجري اختبار كوفيد 19 في بهار، 6 مختبرات. وكان هناك أربعة مختبرات في مدينة بانتا، ومختبر بمدينة مظفربور، وآخر بمدينة داربهانجا.
- في يوم 29 أبريل، بُلغ عن 26 حالةً جديدةً مع تعافي حالة واحدة. انتشر الفيروس إلى مقاطعتين إضافيتين.
- في يوم 30 أبريل، بُلغ عن 22 حالةً جديدةً مع تعافي 19 حالةً.

### مايو
- في يوم 1 مايو، بُلغ عن 41 حالةً جديدةً، وحالة وفاة واحدة، و14 حالة تعافي، وانتشر الفيروس إلى مقاطعة إضافية «كاتيحار».
- في يوم 2 مايو، بُلغ عن 16 حالةً جديدةً، وحالة وفاة واحدة، و26 حالة تعافي.
- في يوم 3 مايو، بُلغ عن 35 حالةً جديدةً، وسبع حالات تعافي، وانتشر الفيروس إلى مقاطعة إضافية «شوحار».
- في يوم 4 مايو، بُلغ عن 8 حالات جديدة، و5 حالات تعافي.
- في يوم 5 مايو، بُلغ عن 7 حالات جديدة، وتعافي 33 شخصًا.
- في يوم 6 مايو، بُلغ عن 7 حالات جديدة، وتعافي 28 شخصًا.
- في يوم 7 مايو، بُلغ عن 8 حالات جديدة، وتعافي 58 شخصًا، وانتشر الفيروس إلى مقاطعة إضافية.
- في يوم 8 مايو، بُلغ عن 19 حالةً جديدةً، وتعافي 49 شخصًا، وانتشر الفيروس إلى أربع مقاطعات إضافية «سوبول، وساهارسا، وكيشنجاني، وخجاريا».[10]
- في يوم 9 مايو، بُلغ عن 41 حالةً جديدةً، وتعافي 51 شخصًا، وانتشر الفيروس إلى مقاطعة جديدة «مظفربور».
- في يوم 10 مايو، بُلغ عن 96 حالةً جديدةً، وتعافي 40 شخصًا، وحالة وفاة واحدة. اعتمدت الحكومة ثلاثة مختبرات خاصة لإجراء اختبار كوفيد 19.
- في يوم 11 مايو، بُلغ عن 54 حالةً جديدةً.
- في يوم 12 مايو، بُلغ عن 118 حالةً جديدةً. وكان أغلب هذه الحالات من العمال المهاجرين. وكانت هذه الحالات في مراكز الحجر الصحي الحكومية الخاصة بكل حكومة.
- في يوم 17 مايو، بُلغ عن 148 حالةً جديدةً، وهو أعلى عدد للحالات في يوم واحد.

### يونيو
- في يوم 13 يونيو، سُجل أعلى عدد لحالات التعافي في اليوم الواحد، وهو 370 حالةً.

## الاستجابات

### المناطق
قسمت وزارة الصحة وشؤون الأسرة مقاطعات الولايات إلى ثلاث مناطق مختلفة؛ حمراء، وبرتقالية، وخضراء، طبقًا لشدة التفشي الفيروسي في هذه المناطق، وذلك للتصدي لتفشي فيروس كورونا المستجد بطريقة فعالة ومنظمة.
هذه قائمة بمقاطعات ولاية بهار المقسمة طبقًا لهذه المناطق:
| الرقم التسلسلي | المناطق                     | المقاطعات |
| 1              | الحمراء (بؤرة نشطة)         | مونجر - باتنا - روهتاس - بوكسار - غايا |
| 2              | البرتقالية (بؤرة غير نشطة)  | كايمور - نالاندا - سيوان - بوج بور- بجساراي - أورنك آباد - شامبران الشرقية - مادهوباني - بهاجالبور - أروال - ساران - جوبالجانج - نوادا - لاخساريا - بانكا - أكشاي - داربهانجا - جيهان آباد - مادبورا - بورنيا - مظفربور - شيخ بورا - أراري - جاموي - كاتيحار - خجاريا - كيشنجاني - شامبران الغربية - ساهارسا - ساماستيبور - شوحار - سيتامارهي - سوبول |
| 3              | الخضراء (خالية من كوفيد 19) | |

## التأثيرات

### الحالات المهاجرة
قررت الحكومة المركزية وهيئة القطارات الهندية، بعد النظر إلى وضع العمال في جميع أنحاء البلاد، تشغيل قطار «شراميك الخاص» بين الولايات لمساعدة العمال في الوصول إلى ولاياتهم. وحتى يوم 13 مايو، وصل أكثر من 169 قطارًا من نوع شراميك الخاص إلى بهار من المدن المختلفة بالولايات الأخرى.
أصدر القطاع الصحي بولاية بهار بيانات يوم 15 مايو حول العدد الكلي للحالات المتعلقة بالعمال المهاجرين.
- بُلغ عن إجمالي 358 حالةً إيجابيةً بين المهاجرين بين 4 مايو حتى 15 مايو.
- بُلغ عن إجمالي 416 حالةً إيجابيةً بين المهاجرين يوم 15 مايو.

## الوفيات المؤكدة
| ترتيب الحالة | العمر | النوع | الاسم   | المقاطعة | المستشفى التي دخلها                       | دولة أخرى سافر إليها من قبل | مكان الوفاة | الحالة           | ملاحظات |
| 1            | 38    | ذكر   | سيف علي | مونجر    | معهد الهند للعلوم الطبية (AIIMS) في باتنا | قطر                         | مونجر       | توفي يوم 22 مارس | دخل هذا المريض، الذي سبق له وأن سافر إلى قطر، المستشفى يوم 19 مارس، وكان يعاني من مشاكل تنفسية ودخل إلى المستشفى مع وعكة صحية بالكلى. |

| ترتيب الحالات | العمر | النوع | البلد                       | المستشفى التي دخلها                     | مكان الوفاة                 | الحالة            | ملاحظات |
| 2             | 35    | ذكر   | أكشاي                       | معهد الهند للعلوم الطبية في باتنا       | أكشاي، الهند                | توفي يوم 18 أبريل | توفي بسبب سرطان المرئ. |
| 3             | 54    | ذكر   | شامبران الشرقية             | مستشفى سادار في موتيهاري                | موتيهاري، الهند             | توفي يوم 1 مايو   | كان يعني من انبثاث إلى المخ، أي تكون ورم خبيث ثانوي، ثم توفي.                                                                            |
| 4             | 45    | ذكر   | سيتامارهي                   | مستشفى وكلية طب نالاندا                 | سيتامارهي، الهند            | توفي يوم 2 مايو   | كان يعاني من مرحلة متأخرة من سرطان الرئة، وتوفي بسبب توقف قلبي رئوي.                                                                     |
| 5             |       |       |                             |                                         |                             |                   | |
| 6             | 60    | ذكر   | باتنا                       | مستشفى وكلية طب باتنا (PMCH) في باتنا   | قرية بلشي، باتنا، الهند     | توفي يوم 10 مايو  | كان يعاني من داء الانسداد الرئوي المزمن (مرض رئوي في مرحلة متأخرة) وتوفي بسبب توقف قلبي رئوي. جاء المريض من مدينة دلهي وخضع للحجر الصحي. |
| 7             | 56    | أنثى  | باتنا                       | مستشفى وكلية طب نالاندا (NMCH) في باتنا | قرية ألامغانج، باتنا، الهند | توفيت يوم 13 مايو | كانت تعاني من سرطانة الحويصلة الصفراوية، واليرقان الانسدادي، والبواسير مع نزيف نشط، والإنتان، وفشل الأعضاء المتعدد.                      |
| 8             | 55    | ذكر   | قرية باسراها بمقاطعة خجاريا | مستشفى غوغري                            | مقاطعة خجاريا، الهند        | توفي يوم 15 مايو  | توفي بسبب توقف قلبي رئوي، وهو مريض بالسكري منذ عامين.                                                                                    |
| 9             | 75    | أنثى  | حي جندحة بمقاطعة أكشاي      | مستشفى وكلية طب نالاندا في باتنا        | مقاطعة أكشاي، الهند         | توفيت يوم 18 مايو | سبب الوفاة: توقف قلبي رئوي. حالات متقدمة من السرطانة قصبية المنشأ (سرطان الرئة).                                                         |
| 10            |       |       |                             |                                         |                             |                   | |